# 大阪市電築港車庫
大阪市電築港車庫（おおさかしでん ちっこうしゃこ）は、かつて大阪府大阪市港区港晴4丁目にあった大阪市電の車庫。

## 概要
1920年（大正9年）4月に着工し、1921年（大正10年）3月に、当時の大阪市西区八幡屋町（現在の大阪府大阪市港区港晴4丁目）に開設された。
築港線と安治川築港線とが合流する地点（千舟橋駅付近）にあり、両線に挟まれる形で8棟から構成され、単車にして250両収容可能であった。
しかし、1945年（昭和20年）6月1日にアメリカ軍戦闘機B29による空襲を受けて全焼し、そのまま廃止された。戦災復旧されることなく廃止された大阪市電の車庫は、この築港車庫が唯一である。